# Вольский, Лявон
Лявон Вольский (бел. Лявон Вольскі, полное имя Леонид Артурович Зейдель-Вольский (бел. Леанід Артуравіч Зэйдэль-Вольскі); род. 14 сентября 1965, Минск) — белорусский деятель культуры, гитарист, вокалист, клавишник, автор музыки и текстов, аранжировщик, поэт, художник, прозаик, радиоведущий, лидер групп N.R.M. и Крамбамбуля, обладатель многочисленных музыкальных наград, как персональных, так и в качестве участника различных коллективов.

## Биография
Родился в семье белорусского писателя Артура Витальевича Вольского и русской поэтессы Светланы Георгиевны Евсеевой. Внук Виталия Фридриховича Вольского.
В 1984 году окончил Минское художественное училище, во время обучения в котором в 1982 году стал одним из основателей группы «Мроя».
В 1994 году, после некоторых изменений в составе, инициировал перевоплощение «Мроі» в группу «N.R.M.» («Незалежная Рэспубліка Мроя»), в которой выступал как основной автор музыки и текстов песен по 2010 год. Параллельно (1990—1998) выступал как исполнитель на клавишных в группе «Новае Неба».
В 1997 году написал музыку и аранжировки большинства композиций для совместного музыкального проекта «Народны альбом», участвовал в подготовке, записи и показе совместных музыкальных проектов «Святы вечар 2000» и «Я нарадзіўся тут» (2001).
В 2001 году Вольский стал инициатором создания группы «Zet», разработал и написал большую часть песен для проекта «Крамбамбуля»: «Застольны альбом», «Каралі раёну», «Радыё Крамбамбуля 0,33 FM», «Сьвяточная», «Drabadzi-drabada» и «Чырвоны штраль».
Первоначально группа исполняла шуточные песни алкогольной тематики и выступала в том числе и на корпоративах. В этот период Вольского нередко упрекали в смене стиля, припоминая ему песню «Я рок-музыкант», в которой в частности пелось: «Я не люблю салодкіх спеваў і песень рэстаранны варыянт. Я з тых, хто не шкадуе свае нервы — я рок-музыкант» (в переводе с бел. — «Я не люблю сладких песнопений и песен ресторанный вариант. Я из тех, кто не жалеет свои нервы — я рок-музыкант»). Вольский объяснил это так: «Это юношеская максималистская песня, она писалась, когда мне было 20 лет. Мы создали её с Владимиром Давыдовским, сидя в кафе. Песня била в десятку на то время. Но в моём возрасте глупо повторять те тезисы».
В конце 2004 года в составе группы «Крамбамбуля» выступал на площади Майдане в Киеве.
Выступает в прессе как поэт, прозаик, журналист, работал ведущим авторской программы «Квадракола» на радиостанциях «Беларуская маладзёжная» и «101.2». Среди наиболее известных песен «Песні пра каханьне», «Тры чарапахі», «Партызанская», «Паветраны шар», «Лёгкія-лёгкія», «Я нарадзіўся тут», «Абсэнт», «Госці».
2010 год — участник фестиваля «Be2gether 2010».
2016 год — лауреат международной премии «FreeMuse Awards».
В конце 2023 года белорусские суды внесли в список экстремистских материалов страницы Вольского в Telegram и Instagram.

### Личная жизнь
Первая жена Анна Вольская, белорусский деятель культуры, продюсер группы «Крамбамбуля», автор проекта «Снежны завулак» (11 июня 1975 — 23 марта 2016) умерла от онкологического заболевания. Дочь Аделя Вольская родилась 23 марта 1998 года.
В 2018 году Лявон Вольский вступил во второй брак, женившись на белорусской поэтессе и литераторе Марианне Вольской.

## Гастроли

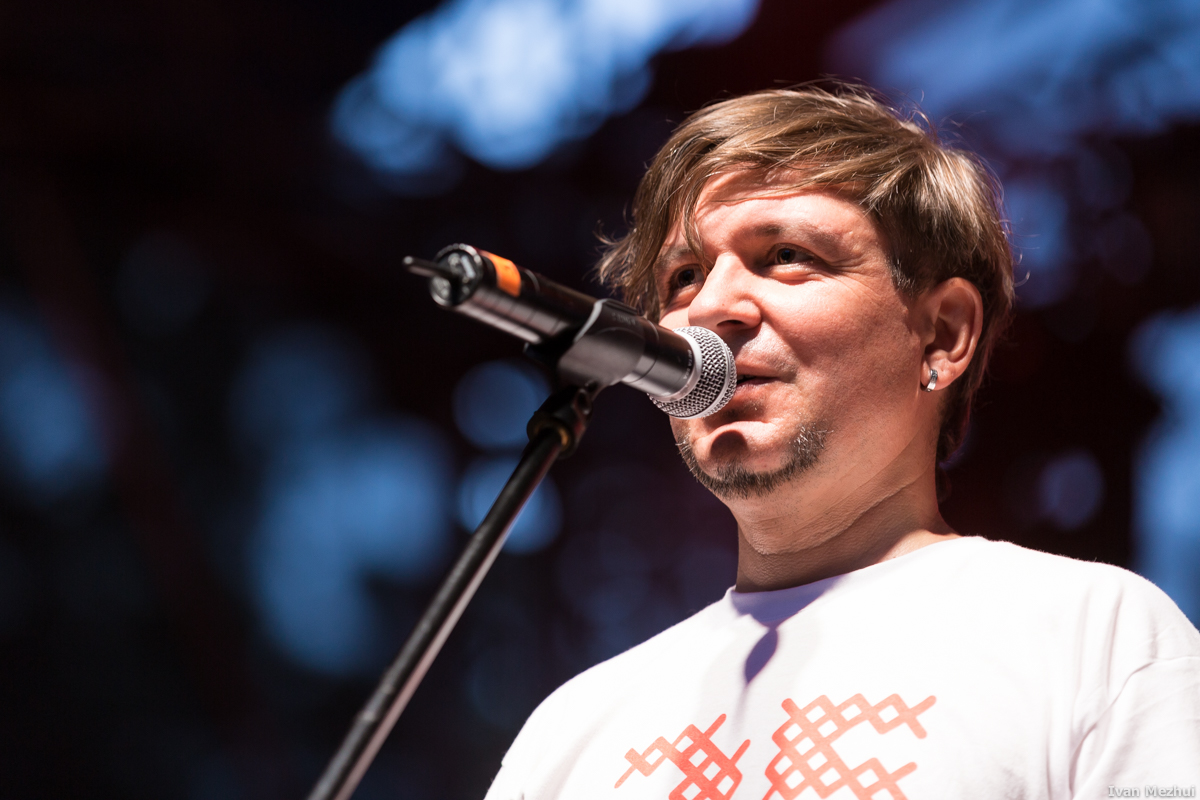
Лявон Вольский на фестивале Басовище-2014

В составе разных коллективов — Польша, Украина, Франция, Дания.
Фестивали: в составе разных коллективов «Рок-крок 1987, 1988», «Наваполацк 1988», «Рок-дыялог» (Могилёв, 1988, 1989), «Днепродержинск 1989», «Тры колеры» (Минск, 1990), «Басовище» (неоднократно — Гродэк, Польша), «Belfort-Fimu» (Бельфор, Франция, 1993), «Фэстываль народных меншасьцяў» (Гдыня, Польша, 1993), «Rock-mafia» (Сопот, Польша), «Roskilde» (Дания, 1993) и др.

## Награды
- Приз зрительских симпатий на фестивале «Рок-крок 1988»;
- лауреат фестиваля «Наваполацк 1988»;
- Гран-при в номинации «Лепшы клавішнік» на фестивале «Тры колеры 1990»;
- «Рок-короны» в номинациях «Песня году» («Партызанская») — 1996, «Альбом году» («Народны альбом») — 1997, «Рок-карона 1997», «Праект году» («Сьвяты вечар 2000») — 1999, «Песня году» («Паветраны шар») — 1999, «Музыкант году», «Падзея году» (праект «Я нарадзіўся тут»), «Лепшыя тэксты», «Песня году» («Тры чарапахі»), «Альбом году» («Тры чарапахі»), «Рок-карона» — все 2000, «Выканаўца году» на «Рок-каранацыі 2004—2005»; лауреат премии «FreeMuse Awards-2016».
- Премия Ежи Гедройца (2012)
- Медаль «100 лет БНР» (2019)
- Медаль Франциска Скорины[бел.] (2025, Объединённый переходный кабинет Беларуси)[11]

## Дискография

### Сольные альбомы
- Куплеты і прыпевы (2008)
- Белая яблыня грому (2010)
- Грамадазнаўства (2014)
- Псіхасаматыка (2016)
- Гравітацыя (2019)
- Амэрыка (2020)
- Trybunał (2021)
- Emihranty (2023)

### Совместные альбомы
- Народны Альбом[тарашк.] (1997)
- Сьвяты Вечар 2000 (1999)
- Я нарадзіўся тут (2000)
- Прэм'ер Тузін 2005 (2005)
- Прэм'ер Тузін 2006 (2006)
- НезалежныЯ (2008)
- Такога няма нідзе[тарашк.] (2010)

## Проекты
- «Белая яблыня грому» (сборник песен на стихи классиков белорусской литературы)[12], музыкальная программа (на стихи Яна Чечота, Адама Мицкевича, Франтишка Богушевича, Максима Богдановича, Янки Купалы, Якуба Коласа, Петруся Бровки, Максима Танка, Аркадия Кулешова, Ларисы Гениюш, Пимена Панченко, Рыгора Бородулина)[13], сольный альбом[14], концерт[15] (первый прошёл в марте 2010 в Купаловском театре[16]).
- В 2011 году принял участие в создании белорусского мультфильма «Будзьма беларусамі!», посвящённого белорусской истории[17].

## Книги
Поэтические сборники «Калідор» (1993), «Фотаальбом» (1998), книга прозы «Міларусь» (2011).